# Quetiapina
La quetiapina, commercializzata da AstraZeneca come Sequase (denominazione prima del 2013: Seroquel) e da Orion Pharma come Ketipinor, appartiene ad un gruppo di neurolettici e antiemetici noti come antipsicotici atipici che, negli ultimi due decenni, sono diventati alternative diffuse agli antipsicotici tipici, come l'aloperidolo, sebbene l'efficacia di quetiapina nel ridurre l'ideazione delirante o le allucinazioni uditive sia assai modesta (se non del tutto assente, comportandosi più come un sedativo che come un antipsicotico) nella maggior parte dei pazienti severi.

## Farmacodinamica
Quetiapina interagisce con un ampio spettro di recettori neurotrasmettitoriali. Tuttavia l'effetto antipsicotico si pensa sia mediato tramite attività antagonista sui recettori di dopamina e serotonina. Specificamente sui recettori dopamina D1 e dopamina D2, sui recettori adrenergici alpha-1 e alpha-2, e sui sottotipi di recettori serotonina 5-HT1A e 5-HT2. Scansioni PET consecutive per valutare l'occupazione del recettore D2 della quetiapina hanno dimostrato che essa si dissocia molto rapidamente dal recettore D2. Verosimilmente la maggiore selettività ed attività antagonista sui recettori 5HT2 rispetto ai recettori D2 spiega le proprietà antipsicotiche cliniche e la ridotta tendenza del farmaco ad indurre effetti avversi di natura extrapiramidale rispetto ad altri antipsicotici tipici.
La quetiapina ha inoltre un effetto antagonista sul recettore H1 dell'istamina e si pensa che questa sia la spiegazione dell'effetto sedativo del farmaco.

## Farmacocinetica
Dopo somministrazione per via orale la quetiapina è ben assorbita dal tratto gastrointestinale. Il cibo modifica in modo significativo la biodisponibilità del farmaco quindi è suggerita l'assunzione lontano dai pasti. Quetiapina si lega alle proteine plasmatiche in misura dell'83%.
Il prodotto viene metabolizzato nel fegato nel metabolita attivo norquetiapina e viene eliminato per via urinaria e fecale in misura pari a circa il 5% del composto progenitore.
Dato che quetiapina è fortemente metabolizzata a livello epatico i soggetti con insufficienza epatica presentano concentrazioni plasmatiche del farmaco più elevate e necessitano di un adeguamento del dosaggio.
Studi in vitro hanno evidenziato che il metabolismo della quetiapina è mediato dal citocromo P450 ed in particolare l'isoforma CYP3A4 è l'enzima principale di tale via metabolica. Norquetiapina, metabolita attivo, è prodotto principalmente ed eliminato dall'organismo sempre tramite il CYP3A4.
Quetiapina ed alcuni suoi metaboliti sono deboli inibitori in vitro di molte isoforme del citocromo P450 umano, tuttavia a concentrazioni estremamente elevate, perciò è molto improbabile che la co-somministrazione di quetiapina ed altre molecole possa dare un'inibizione clinicamente significativa del metabolismo di altri farmaci mediato dal citocromo P450.
Quetiapina ha un'emivita di eliminazione di circa 7 ore. Il metabolita norquetiapina presenta invece un'emivita di circa 12 ore.

## Usi clinici

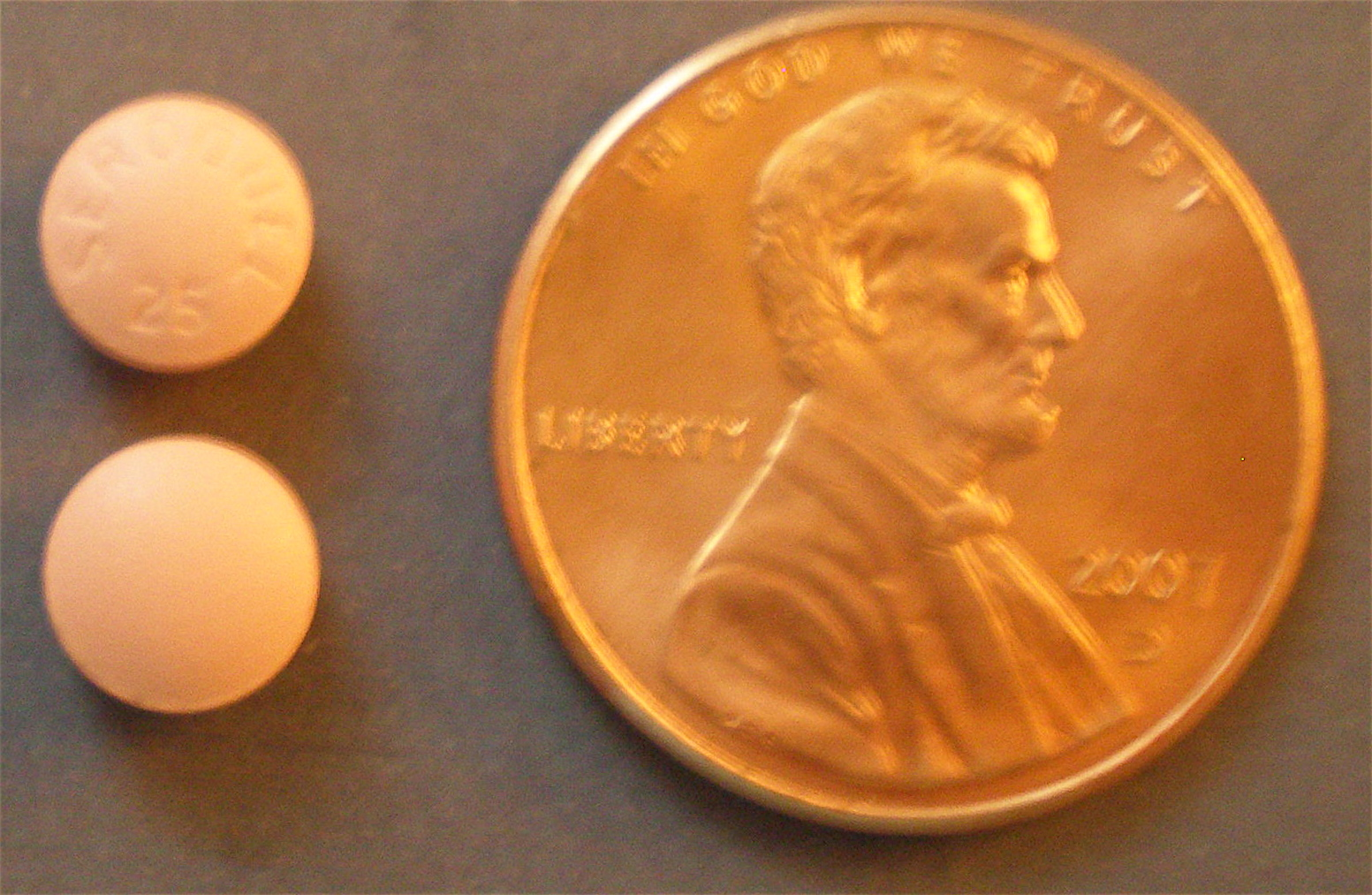
Quetiapina compressa da 25 mg, vicino ad una moneta da un centesimo di dollaro americano, per confronto.

La quetiapina è indicata per il trattamento della schizofrenia così come per il trattamento di episodi maniacali acuti associati al disturbo bipolare di tipo I, sia come monoterapia che come terapia aggiunta al litio o all'acido valproico. Talora, trova anche impiego off-label contro l'insonnia cronica, sebbene al 2023 non vi siano evidenze cliniche della sua efficacia.
Un rapporto del 2005 del British Medical Journal ha mostrato come la quetiapina sia stata inefficace nel ridurre l'agitazione tra i pazienti sofferenti di Alzheimer, i cui consumi costituiscono il 29% delle vendite; nei fatti, quetiapina è stata trovata come peggiorativa delle funzioni cognitive in pazienti anziani sofferenti di demenza.
Quetiapina è stata anche utilizzata dai clinici per il trattamento di soggetti con dipendenza da sostanze (in particolare alcool, cocaina, benzodiazepine e metamfetamina) e per minimizzare i sintomi da astinenza da oppioidi.
Quetiapina si è dimostrata utile nel trattamento della nausea a dosi pari o superiori di 200 mg
Il National Institutes of Health sconsiglia l'uso della quetiapina, e di quasi tutti i farmaci psicotropi (compresi gli atipici, molti antidepressivi, e tutte le benzodiazepine), su bambini e persone che hanno meno di 18 anni, osservando che gli adolescenti che prendono quetiapina "potrebbero più essere portati a pensare, pianificare o mettere in atto di farsi del male o uccidersi".
Il brevetto di AstraZeneca per il Seroquel a rilascio immediato è scaduto nell'anno 2012; il brevetto di AstraZeneca per Seroquel a rilascio prolungato è scaduto nel maggio 2017.

## Effetti collaterali ed indesiderati
La quetiapina presenta molti effetti collaterali, molti dei quali comuni. Pochi sono quelli classificabili come gravi che possono mettere la vita in pericolo.
Il più comune effetto collaterale è la sedazione. Altri effetti collaterali tipici includono la costipazione, il mal di testa, la secchezza delle labbra, l'acquisizione o la perdita di peso. Meno comuni (meno dell'1% dei pazienti) sono livelli anormali della funzionalità epatica, vertigini, nausea, naso gocciolante e acatisia.

Il farmaco può indurre aumento del peso corporeo. La tendenza all'incremento ponderale è stata riscontrata sia nei pazienti adulti sia nei pazienti pediatrici. In particolare nei ragazzi di età compresa fra 10 e 17 anni, trattati con quetiapina per disturbo schizofrenico, è stato osservato un aumento del peso corporeo (maggiore o uguale al 7%) nel 17% dei pazienti rispetto al 2,5% del gruppo placebo. L'incremento di peso indotto da quetiapina, così come da altri farmaci antipsicotici, sembra correlato al rischio di sviluppare diabete di tipo 2 e sindrome metabolica.
Per quanto attiene al diabete mellito quetiapina è stata associata a sviluppo o peggioramento di tale malattia. Per tale motivo nei pazienti a rischio viene consigliato di effettuare un test di controllo della glicemia a digiuno prima di iniziare il trattamento. In alcuni pazienti in cura con quetiapina si è verificato un drastico peggioramento del diabete, con comparsa di chetoacidosi o coma, in alcuni casi con esito fatale.
L'associazione di aumento del peso corporeo, iperglicemia, alterazione del profilo lipidico plasmatico (aumento dei trigliceridi e del colesterolo LDL, diminuzione del colesterolo HDL), in alcuni pazienti in cura con l'antipsicotico potrebbe comportare un sensibile peggioramento del rischio metabolico.
Il trattamento con quetiapina degli episodi depressivi nei pazienti con disturbo bipolare o disturbo depressivo maggiore (DDM) è stato associato a un aumento dei disturbi extrapiramidali. In particolare, il farmaco è stato associato a acatisia, una sindrome psicomotoria che si manifesta con l'incapacità a stare fermi o a rimanere nella stessa posizione. Questo disturbo si verifica soprattutto nelle prime settimane di cura. Nei pazienti che manifestano acatisia a seguito d'assunzione di quetiapina, un incremento della dose del farmaco può indurre un peggioramento del quadro patologico. In alcuni pazienti prevale invece la sindrome delle gambe senza riposo oppure questa può associarsi con la stessa acatisia.
Sebbene la quetiapina sia associata a un'incidenza di sintomi extrapiramidali minore rispetto ad altri antipsicotici atipici, il farmaco deve essere somministrato con cautela a soggetti affetti da malattia di Parkinson.
L'uso prolungato di quetiapina favorisce il rischio di sviluppare discinesia tardiva, un incurabile disordine neurologico che si caratterizza per i movimenti ritmici involontari del viso, e questo a causa della sua attività antidopaminergica. In caso di comparsa di discinesia tardiva il trattamento con quetiapina deve essere sospeso.
Tuttavia, si crede che la quetiapina causi la discinesia tardiva meno frequentemente rispetto ad altri antipsicotici tipici in base ai dati che indicano un livello da placebo dell'influenza di effetti collaterali extrapiramidali.
Nelle prime settimane di trattamento con quetiapina è possibile che si verifichi un aumento di pensieri volti al suicidio nei soggetti affetti da depressione. L'incidenza di comportamenti e/o pensieri volti al suicidio è decisamente più frequente nei giovani adulti, ed in particolare nella fascia di età compresa fra 18 e 30 anni. Per questo motivo, in particolare all'inizio del trattamento, il monitoraggio di segni o sintomi che possono essere ricondotti all'ideazione suicida oppure a comportamenti volti al suicidio, risulta di particolare importanza.
Il farmaco può provocare neutropenia di grado variabile. Circa il 2-3% dei pazienti vede una riduzione della conta dei neutrofili (un particolare tipo di globulo bianco) inferiore a 1,5x109/L, e lo 0,2% dei soggetti vede i neutrofili ridursi a meno di 0,5x109/L. Negli studi clinici, la probabilità di manifestare neutropenia grave è risultata decisamente più elevata nei primi due mesi di terapia, che rappresentano pertanto il periodo di maggior rischio. La neutropenia è risultata indipendente dalla dose di farmaco assunta. La sospensione dell'antipsicotico in genere comporta una pronta regressione del sintomo. I pazienti che hanno già avuto precedenti episodi di neutropenia indotta da farmaci presentato un rischio maggiore di sviluppare questo effetto collaterale.
Quetiapina può provocare ipotensione ortostatica cioè un abbassamento improvviso della pressione arteriosa quando si passa rapidamente dalla posizione supina o seduta alla posizione eretta. Questo disturbo è particolarmente evidente nei pazienti anziani e nei pazienti a rischio di ipotensione, cioè con ipotensione preesistente o patologie cerebrovascolari. Anche in questo caso l'effetto collaterale è più frequente nella fase iniziale della cura. Per ridurre il rischio di ipotensione ortostatica e di svenimenti (sincope) è pertanto bene iniziare il trattamento con un basso dosaggio che può poi essere progressivamente aumentato.
Durante la sorveglianza post-marketing è stato osservato che quetiapina è stata associata a prolungamento dell'intervallo QT. Un prolungamento dell'intervallo QT (corrispondente alla fase di ripolarizzazione dei ventricoli cardiaci) dell'elettrocardiogramma può associarsi a grave aritmia (come ad esempio una torsione di punta). La somministrazione del farmaco richiede perciò estrema cautela nei soggetti a rischio di prolungamento del QT, ad esempio perché in trattamento con farmaci noti per avere effetti sull'intervallo stesso, in pazienti con disfunzioni elettrolitiche (ridotti livelli nel sangue di potassio, magnesio o calcio), pazienti con disturbi cardiovascolari (insufficienza cardiaca congestizia, rallentato ritmo cardiaco (bradicardia), ipertrofia del ventricolo sinistro).
Lo sviluppo della sindrome maligna da neurolettici correlato all'uso della quetiapina (ed anche associato all'utilizzo di altri farmaci antipsicotici), è raro, ma può mettere a rischio la vita. La sindrome si manifesta con rigidità muscolare, aumento della temperatura corporea (febbre), confusione mentale, instabilità del sistema nervoso autonomo e incremento dei livelli plasmatici della creatinina-fosfochinasi. Se compaiono sintomi riconducibili a tale sindrome viene consigliato di sospendere il trattamento.
L'uso di quetiapina nel trattamento dei sintomi comportamentali nei pazienti con demenza è un uso off label, cioè non compreso fra le indicazioni terapeutiche approvate dall'AIFA e da EMEA. Alcuni studi hanno associato all'uso di questi farmaci un aumento del rischio di ictus e di mortalità improvvisa nei pazienti anziani con demenza.
Nel paziente anziano con demenza la scelta dell'antipsicotico resta perciò una delicata valutazione affidata al clinico e terapeuta, il quale deve soppesare attentamente il rapporto rischio/beneficio, individualizzando il trattamento sulla base dei sintomi, del quadro clinico del paziente e delle potenziali interazioni con altri farmaci. In assenza prolungata di sintomi comportamentali, l'antipsicotico può essere sospeso.
Alcuni antipsicotici tradizionali sono stati messi in relazione con la comparsa di cataratta. In vivo, quetiapina ha provocato la formazione di cataratta a dosi più alte di quelle utilizzate nell'uomo. Nel registro nazionale degli effetti collaterali indotti dai farmaci degli oftalmologi americani, fino al 2004, erano riportati 34 casi di cataratta associati a quetiapina. L'Organizzazione mondiale della Sanità (WHO) ha però definito “improbabile“ un effetto catarattogenico della quetiapina. Per tale motivo non è utile effettuare un esame con lampada a fessura all'inizio del trattamento farmacologico con il farmaco e successivamente ogni sei mesi.

## Controindicazioni
Quetiapina presenta poche controindicazioni. Le principali sono date dall'ipersensibilità nota verso il principio attivo oppure uno qualsiasi degli eccipienti o dall'assunzione negli ultimi 6 mesi di inibitori del citocromo P450 (isoforma 3A4) come ad esempio chetoconazolo, fluconazolo, imidazolo, nefazodone, eritromicina, claritromicina, o gli inibitori dell'HIV proteasi.

## Interazioni
- Farmaci ad attività depressiva sul sistema nervoso centrale e alcool: somministrare con cautela per rischio di potenziamento degli effetti.
- Carbamazepina: aumentato della clearance di quetiapina e conseguenti concentrazioni plasmatiche ridotte.[23]
- Inibitori del CYP3A4 (ad esempio ketoconazolo): marcato aumento delle concentrazioni di quetiapina.
- Valproato di sodio: maggiore incidenza di leucopenia e neutropenia.
- Farmaci che inducono il citocromo P450 (tioridazina, fenitoina e farmaci induttori degli enzimi epatici): riduzione delle concentrazioni di quetiapina.
- Aloperidolo, risperidone, fluoxetina, imipramina, litio: non evidenza di interazioni farmacologiche con quetiapina.
- Antiaritmici (procainamide, disopiramide e chinidina): cautela per gli effetti additivi sul prolungamento dell'intervallo QTc con rischio di gravi aritmie ventricolari.
- Bretilio: possibile aggravamento dell'ipotensione originata dal blocco alfa adrenergico causato dall'antipsicotico.
- Adrenalina (epinefrina), dopamina: in caso di collasso la somministrazione di adrenalina o dopamina in pazienti trattati con quetiapina potrebbe avere effetti negativi sulla pressione arteriosa (ipotensione, effetto paradosso]).[24][25]
- Succo di pompelmo: è un noto inibitore dell'attività dell'enzima citocromiale CYP3A4 e potrebbe quindi esercitare un effetto inibitorio sul metabolismo della quetiapina con conseguente aumento dei livelli plasmatici del farmaco.

## Gravidanza e allattamento
La somministrazione di quetiapina in donne gravide richiede che il medico valuti attentamente il rapporto rischio/beneficio. La Food and Drug Administration (FDA) (l'agenzia americana che regola l'uso dei farmaci) ha inserito quetiapina, per l'uso in gravidanza, in classe C.
I farmaci di questa classe a seguito di studi sugli animali hanno rilevato effetti dannosi sul feto (teratogenico, letale o altro). Per i farmaci in questa classe non sono disponibili studi controllati sull'uomo e talvolta né sull'uomo né sull'animale. Assumere quetiapina, durante l'ultimo trimestre di gravidanza, può comportare nel neonato la comparsa di: tremore, debolezza e/o rigidità muscolare, agitazione, sonnolenza, difficoltà di respirazione e di alimentazione.

Quetiapina è escreta nel latte materno, pertanto il farmaco nelle donne che allattano al seno non è raccomandato.

## Preparazioni farmaceutiche
La quetiapina è disponibile con il nome commerciale di Seroquel. Originariamente era disponibile come compresse da 25 mg, 100 mg, 200 e 300 mg, le compresse da 50 mg e 400 mg sono quindi state introdotte successivamente per aumentare la flessibilità del dosaggio.

## Avvertenze
Disturbi trombotici: la quetiapina deve essere somministrata con cautela nei pazienti a rischio di eventi trombotici perché potrebbe favorirne la comparsa (evento comunque raro). In uno studio clinico condotto in pazienti anziani residenti in case di cura, la somministrazione di farmaci antipsicotici atipici, inclusa quetiapina, è stata associata ad un aumento del rischio di tromboembolismo venoso (trombosi venosa, embolia polmonare) con un tasso di ospedalizzazione pari a 0,91 per 100 pazienti-anno.
Ipotiroidismo: monitorare la concentrazione degli ormoni della tiroide durante il trattamento con quetiapina perché il farmaco è stato associato a riduzione della concentrazione di T4 e T3. Nella maggior parte degli studi clinici, la riduzione della concentrazione degli ormoni della tiroide in seguito a somministrazione di quetiapina non si è tradotta in ipotiroidismo sintomatico. Negli studi clinici, la riduzione maggiore è stata osservata nelle prime settimane di trattamento con quetiapina e nella maggior parte dei pazienti i livelli ormonali si sono normalizzati con la sospensione del farmaco. In letteratura è riportato il caso di una paziente che in seguito a somministrazione di quetiapina ha evidenziato, dopo due mesi, ipotiroidismo con livelli di TSH pari a 8,45 microU/L (pari a circa due volte i livelli normali di TSH). La paziente era stata trattata per 4 anni per iperparatiroidismo, ma al momento di iniziare la cura con quetiapina presentava una funzionalità tiroidea nella norma.
Test di screening nelle urine: in alcuni test di screening per il metadone e gli antidepressivi triciclici, l'assunzione di quetiapina può dare esiti falsi positivi.